# Martin Deutsch
Martin Deutsch (Viena, Áustria-Hungria, 29 de janeiro de 1917 – Cambridge, Massachusetts, 16 de agosto de 2002) foi um físico austro-estadunidense, que foi professor emérito de física do Instituto de Tecnologia de Massachusetts (MIT). É conhecido por ter descoberto o positrônio.

## Vida
Deutsch nasceu em Viena durante a Primeira Guerra Mundial em uma família judaica. Seu pai e sua mãe eram ambos médicos; sua mãe Helene Deutsch foi professora de psiquiatria na Universidade de Viena e aluna e colega de Sigmund Freud.
Em 1934, após a tomada fascista do poder na Áustria, Deutsch mudou-se para Zurique, Suíça. Completou o ensino médio lá e frequentou o Instituto Federal de Tecnologia de Zurique por um semestre.
No ano seguinte o jovem Martin Deutsch acompanhou sua mãe em uma viagem aos Estados Unidos. Durante sua jornada os italianos invadiram a Etiópia; a família decidiu que seria melhor se instalar nos Estados Unidos. Eles se mudaram para Cambridge, Massachusetts, onde seus pais se tornaram psiquiatras influentes.
Deutsch se matriculou no MIT, onde se destacou em matemática e física. Recebeu seu diploma de bacharelado em 1937, após dois anos de estudo. Em 1939 casou-se com Suzanne Zeitlin, uma nativa de Boston que havia acabado de se formar no Simmons College com um mestrado em serviço social. Tiveram dois filhos, L. Peter Deutsch e Nicholas Deutsch. Martin obteve um Ph.D. em física, em 1941, orientado por Robley D. Evans, com a tese A Study of Nuclear Radiations by Means of a Magnetic Lens Beta Ray Spectrometer.
Em 1951 Deutsch mediu e confirmou a existência do positrônio, um estado ligado de elétrons e pósitrons girando um em torno do outro. As propriedades do positrônio foram previstas por Carl David Anderson, do Instituto de Tecnologia da Califórnia (Caltech), em 1932.